# Algerri
Algerri es un municipio y localidad española de la provincia de Lérida, en la comunidad autónoma de Cataluña. El término municipal, ubicado en la comarca de la Noguera, tiene una población de 424 habitantes (INE 2024).

## Historia
El castillo de Algerri aparece citado en documentos de 1105, cuando aún se encontraba en poder de los musulmanes. No se sabe exactamente la fecha en la que el castillo fue conquistado; algunas fuentes lo datan en 1115, mientras que otros historiadores consideran que no pasó a manos cristianas hasta 1130. A partir de su conquista, quedó en manos de los vizcondes de Cabrera. En 1546, el señorío del castillo pasó al monasterio de Poblet, que lo conservó hasta la desamortización. 
Durante el siglo XVI, la villa se vio azotada en diversas ocasiones por epidemias de peste. Además, los ataques por parte de bandoleros eran constantes, ya que en el área se establecieron diversas cuadrillas de ladrones.
A mediados del siglo XIX creció su término municipal al incorporar a La Figuera.

## Símbolos
El escudo de Algerri se define con el siguiente blasón:

Escudo embaldosado: de gules, un jarrón de oro. Por timbre una corona de barón.

Fue aprobado el 4 de octubre de 1996 y publicado en el DOGC número 2272 el 23 de octubre del mismo año. Una corrección de errata fue publicada en el DOGC número 2324 el 5 de febrero de 1997.
En el año 1772 la casa del Comu tuvo que ser derruida porque en su ubicación se tenía que construir la iglesia, y en la nueva casa del comu que se construyó en el actual lugar que ocupa la casa consistorial actual el Comu de Algerri mando poner en la portalada de la casa consistorial el escudo de armas del Comu d'Algerri con un "Gerro" (Jarrón) no con un cántaro que es el actual

## Geografía humana

### Demografía
Cuenta con una población de 424 habitantes (INE 2024).
| Gráfica de evolución demográfica de Algerri entre 1842 y 2021 |
| |
| Población de derecho según los censos de población del INE Población de hecho según los censos de población del INEEntre el censo de 1857 y el anterior, crece el término del municipio porque incorpora a 255171 (La Figuera) |

## Cultura
La iglesia parroquial está dedicada a Santa María. Es de estilo gótico y fue reformada por completo en 1773. Consta de tres naves con cubierta de bóveda de arista. La fachada, de estilo barroco, está decorada con cuatro columnas que sirven para enmarcar la puerta. 
Destaca también el edificio conocido como Casa Escolà de estilo neoclásico. La casa fue construida en 1774.
En el despoblado de La Figuera se encuentran los restos de la capilla románica de San José, también llamada de Sant Urbá. Se conserva aún su bóveda apuntada bajo la que se encontraban diversas sepulturas que han sido profanadas. El edificio de la sacristía es de construcción posterior. Se construyó en el siglo XVIII utilizando piedras de los muros del castillo.
Algerri celebra sus fiestas mayores en el mes febrero el mes de agosto.

## Economía
La principal actividad económica del municipio es la agricultura, dedicada a los cultivos de secano. Destacan los cereales, almendros y olivos. Desde 1957 dispone de cooperativa agrícola. 